# Марко Ігор Іванович
Ігор Іванович Марко (нар. 29 червня 1965, Червоноград, Львівська область, УРСР — пом. 16 листопада 2006, Рівне, Рівненська область, Україна) — український мотогонщик, брав участь у змаганнях зі спідвею. Багаторазовий чемпіон України в особистому заліку, чемпіон України в командному заліку. Майстер спорту міжнародного класу. Чемпіон світу серед юніорів 1986 року, чемпіон СРСР серед юніорів 1986 року, володар Кубку дружби 1986 року, триразовий чемпіон СРСР у командному заліку (1985-1987 рр.), чемпіон відкритого командного чемпіонату країни 404, чемпіон командного чемпіонату Фінляндії.

## Біографія
Ігор Марко народився 29 червня 1965 року в Червонограді. Завдяки старшому брату потрапив у секцію мотокросу. Після смерті брата Ігор зацікавився мотокросом. З 13 років почав займатися спідвеєм.

Ігор Марко (ліворуч) і Володимир Трофимов, 2003 рік

Першим тренером Ігоря Марка був володар Кубка СРСР 1980 року, чемпіон СРСР 1981 року на 1000-метровому треку Анатолій Миронов.
У 1978 році 13-річний Ігор Марко зайняв третє місце в особистій першості Львівської області із зимового мотокросу. Згодом був запрошений до рівненського клубу «Сигнал». Триразовий чемпіон Радянського Союзу у командному заліку 1985, 86-го та 87-го років. У 1986 році завоював титулу чемпіона Радянського Союзу в особистому заліку серед юніорів та володаря кубка Дружби соціалістичних країн. У тому ж році на рівненському мототреці здобув титул Чемпіона світу серед юніорів. З того часу жив у Рівному.
Ігор Марко неодноразовий фіналіст континентальних фіналів Чемпіонату Світу. Неодноразово стартував у командній першості країни 404. Починав у Владивостоку, пізніше — в тольяттінській «Мега-Лада» і чемпіонський титул 1996 року, потім виступав за «Салават» з однойменного міста.

### ДТП за участю мотогонщика
Весною 2006 року у Рівному зіткнувся з рекламним щитом, намагаючись уникнути зіткнення з зустрічним автомобілем. Ігор Марко і його пасажирка провели кілька днів в лікарні. 9 червня того ж року Ігор, що був за кермом «Chevrolet», неподалік Рівненської обласної лікарні не пропустив автомобіль марки «Škoda», яка належала міліції. Спідвеїст з переломами потрапив у лікарню, а його пасажир Віктор Сурхаєв, який був у 1980-ті роки гонщиком рівненської команди «Сигнал», загинув. Двоє працівників УМВС одержали незначні травми, а водій «Škoda» потрапив до лікарні.

### Смерть
3 листопада 2006 року у Рівному на території школи випадковими перехожими Ігор був знайдений з тяжкими травмами голови. 16 листопада, за два тижні, він помер. 18 листопада 2006 року на рівненському «Мототреці» відбулося прощання зі спідвеїстом. Похований на цвинтарі «Молодіжне» міста Рівне.
У день похорону Ігоря була проведена акція «Салют пам'яті Ігоря Марка». У Салаваті, Октябрському, Даугавпілсі і по всій Австралії, о 14:00 за київським часом, усі, хто не зміг взяти участь у похороні Ігоря, ревом своїх моторів попрощалися з великим майстром спідвею.

## Пам'ять
19 червня 2015 року у виставковій залі Міського Будинку Культури (парк Шевченка) м. Рівне за підтримки міської влади була відкрита виставка пам'яті Ігоря Марка.

## Титули та досягнення
Ігор Марко — чемпіон у командному заліку України (у складі червоноградської команди «Технікс»), країни 404 (у складі «Мега Лада»-1), Фінляндії (у складі «Нева», Санкт-Петербург), СРСР (у складі рівненського «Сигналу»).

### Європа і світ

Ігор Марко у 2005 році

- Чемпіон світу серед юніорів — 1986 рік (Рівне, СРСР).
- Учасник фіналу чемпіонату світу серед юніорів — 1985 рік (Абенсберг (Німеччина) — 11-е місце).
- Володар «Кубку Дружби» — 1986 рік (в особистому заліку).
- Учасник континентального фіналу особистого чемпіонату світу — 1996 рік (Абенсберг (Німеччина) — 16-е місце).
- Учасник фіналу особистого чемпіонату Європи — 2003 рік (Мшено (Чехія) — 5-е місце).

### СРСР та СНД
- Чемпіон СРСР серед юніорів — 1986 рік.
- Віце-чемпіон СРСР серед юніорів — 1985 рік.
- Бронзовий призер Кубка СРСР серед пар — 1988 рік (у складі «Сигнал», Рівне).
- Чемпіон СРСР у командному заліку (3) — 1985, 1986, 1987 роки (у складі клубу «Сигнал», Рівне).
- Чемпіон відкритого командного чемпіонату країни 404 — 1996 рік (у складі клубу «Мега-Лада-1», Тольятті).
- Срібний призер відкритого командного чемпіонату країни 404 — 1997 рік (у складі клубу «Мега-Лада», Тольятті).

### Україна
- Чемпіон України в особистому заліку — 1996, 2001, 2006 роки.
- Чемпіон України у командному заліку — 2004 рік (у складі клубу «Технікс», Червоноград).
- Срібний призер особистого чемпіонату України — 1994, 1995, 2002 року.
- Бронзовий призер особистого чемпіонату України — 1993 року.
- Срібний призер чемпіонату України серед пар — 2002 рік (у складі клубу «Технікс», Червоноград).
- Срібний призер Кубка України — 2003 рік.

## Команди, за які виступав

### Україна
- «Строитель» (Червоноград),
- «Технікс» (Червоноград),
- «Галметал» (Червоноград),
- «СКА-Спідвей» (Львів),
- «Спідвей-Клуб Трофимов» (Рівне),
- «Рівне-Україна» (Рівне),
- «Ситал» (Володимирець).

### країна 404
- «Восток» (Владивосток) (1994—1995),
- «Мега-Лада» (Тольятті) (1996—1997),
- «Салават» (Салават) (2001—2004),
- «Нева» (Санкт-Петербург).

### Польща
- «CemWap» (Ополе) (1996),
- «Wybrzeze» (Гданськ) (1997 год),
- «LKZ» (Люблін) (1998 год),
- «GKM» (Грудзьондз) (2002),
- «KSZ» (Кросно) (2003).

### Латвія
- «Локомотив» (Даугавпілс).